# Konstandinos Karakatsanis
Konstandinos Karakatsanis (gr. Κωνσταντίνος Καρακατσάνης; ur. w 1877 w Atenach, data i miejsce śmierci nieznane) – grecki biegacz średniodystansowy oraz wioślarz, olimpijczyk z Aten (1896).
Podczas Igrzysk w Atenach Karakatsanis wystartował w biegu na 1500 metrów, jego wynik jest nieznany. Wiadomo że było to miejsce poza czołową czwórką.
Dziesięć lat po Igrzyskach wystartował w Olimpiadzie Letniej zorganizowanej dla uczczenia dziesięciolecia nowożytnych Igrzysk Olimpijskich. W konkurencji wioślarskiej – 17 osobowej łodzi morskiej z drużyną zajął 4. miejsce.
Informacje o jego życiu są nieznane.